# Valea Stanciului
Valea Stanciului es una comuna ubicada en el distrito de Dolj, Rumania.

## Superficie
Posee una superficie de 110,5 kilómetros cuadrados.

## Demografía
Hasta 2021 la población era de 4806 habitantes, con una densidad de población de 43,50 habitantes por kilómetro cuadrado.